# Йосиповаць
45°35′ пн. ш. 18°35′ сх. д. / 45.58° пн. ш. 18.58° сх. д.
Йосиповаць (хорв. Josipovac) — населений пункт у Хорватії, в Осієцько-Баранській жупанії у складі міста Осієк.

## Населення
Населення за даними перепису 2011 року становило 4101 осіб.
Динаміка чисельності населення поселення:

## Клімат
Середня річна температура становить 11,06 °C, середня максимальна – 25,65 °C, а середня мінімальна – -6,29 °C. Середня річна кількість опадів – 655 мм.
| Клімат поселення                              | Клімат поселення | Клімат поселення | Клімат поселення | Клімат поселення | Клімат поселення | Клімат поселення | Клімат поселення | Клімат поселення | Клімат поселення | Клімат поселення | Клімат поселення | Клімат поселення | Клімат поселення |
| Показник                                      | Січ.             | Лют.             | Бер.             | Квіт.            | Трав.            | Черв.            | Лип.             | Серп.            | Вер.             | Жовт.            | Лист.            | Груд.            |                  |
| Середній максимум, °C                         | 5,77             | 7,97             | 12,66            | 17,26            | 22,55            | 25,65            | 25,30            | 25,00            | 20,87            | 15,43            | 9,40             | 5,50             |                  |
| Середня температура, °C                       | −0,29            | 1,94             | 6,60             | 11,20            | 16,50            | 19,60            | 21,21            | 20,92            | 16,80            | 11,36            | 5,30             | 1,40             |                  |
| Середній мінімум, °C                          | −6,29            | −4,08            | 0,57             | 5,17             | 10,47            | 13,56            | 17,20            | 16,87            | 12,71            | 7,30             | 1,25             | −2,66            |                  |
| Норма опадів, мм                              | 42               | 36               | 40               | 51               | 61               | 82               | 63               | 61               | 51               | 56               | 62               | 50               |                  |
| Середньомісячна швидкість вітру, м/с          | 2.38             | 2.60             | 2.90             | 2.80             | 2.49             | 2.28             | 2.20             | 2.00             | 2.00             | 2.20             | 2.30             | 2.40             |                  |
| Середньомісячна сонячна радіація, кДж/м²·день | 4225             | 6922             | 10903            | 15469            | 19335            | 21553            | 22112            | 20342            | 14917            | 9334             | 4760             | 3504             |                  |
| --------------------------------------------- | ---------------- | ---------------- | ---------------- | ---------------- | ---------------- | ---------------- | ---------------- | ---------------- | ---------------- | ---------------- | ---------------- | ---------------- | ---------------- |
| Джерело:                                      |                  |                  |                  |                  |                  |                  |                  |                  |                  |                  |                  |                  |                  |